# Epopeia d'Erra

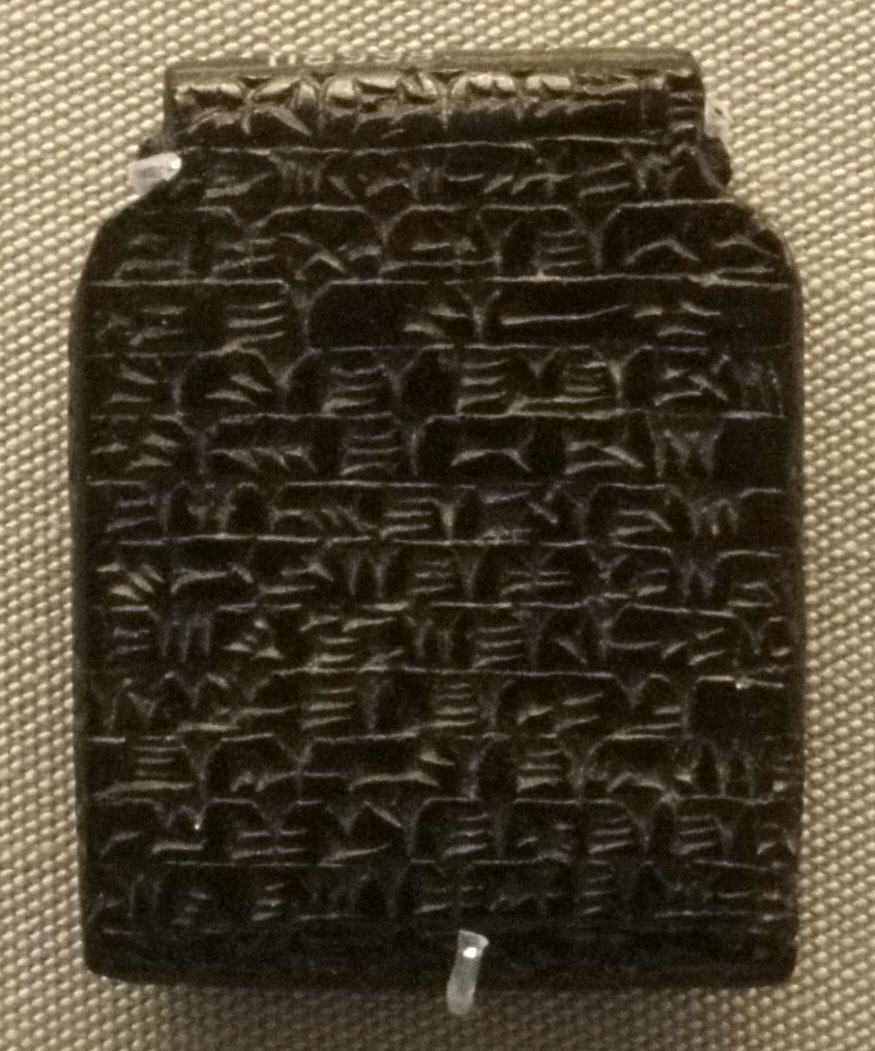
Amulet per a espantar epidèmies amb inscripció accàdia d'una cita de lEpopeia d'Erra

L'Epopeia d'Erra i Ishum, més coneguda com a Epopeia d'Erra o, a vegades, Poema d'Erra, és una llegenda mitològica mesopotàmica. Data del primer terç del mil·lenni I abans de la nostra era, segurament del segle viii ae. La va escriure un sacerdot d'Esagila, el Temple de Marduk de Babilònia, de nom Kabti-ilâni-Marduk, que es presenta a si mateix en un colofó, com el transcriptor d'un somni visionari pel qual el déu Erra li hauria revelat el text. Es compon de cinc tauletes amb un total aproximat d'uns 701 versos.
Els personatges principals en són Erra, divinitat de la guerra destructiva i les plagues, assimilada a Nergal, déu de l'inframon, i Ishum, el seu visir i déu menor del foc. La història comença amb una invocació. Erra dorm amb la seua esposa Nintu i el desperta del somni el seu conseller Ishum i els Set (Sebitti), fills del cel i la terra —"campions sense parió" se'n diu repetidament—, als quals An ha assignat un destí destructiu. Aquests, amb influència malèfica, intenten portar Erra a la destrucció de la humanitat. Però per a aconseguir-ho ha d'allunyar a Marduk, el rei dels déus.
Ishum tempta d'amainar la violència d'Erra sense èxit. Aprofitant l'eixida de Marduk de la ciutat per a un viatge per a veure son pare Enki, al seu palau de l'Abisme, Erra pot actuar, creant desordre i duent els ciutadans de Babilònia a la revolta. La ciutat és presa a sang i foc abans que Erra vaja al rei de la ciutat per a empényer-lo a matar els seus súbdits. Veient el tumult, Marduk es plany davant la ciutat i els seus embogits súbdits i se'n retira. Aleshores, uns pobles estrangers envaeixen Babilònia, però són abatuts per la pesta. Fins i tot Marduk renuncia al tron, en benefici d'Erra, durant un temps.
Les tauletes II i III se centren en un debat entre Erra i Ishum. Erra combat a Babilònia, Sippar, Uruk, Dur-Kurigalzu i Der. El món està del revés: justos i injustos són assassinats per igual. Erra ordena a Isum que acabe el treball vencent els enemics de Babilònia. Afortunadament la fúria d'Erra és apaivagada per Ishum, que aconsegueix que torne a la raó. Erra es retira a Emeslam amb els malèfics Set i la humanitat és salvada. Tot torna a l'ordre, i Marduk regressa a la seua ciutat, on reprén el seu lloc com a rei dels déus. Una oració propiciatòria tanca l'obra.
Aquest text serveix per a explicar per què la ciutat sagrada de Babilònia i, per tant, la seu de la reialesa del més gran dels déus, havia patit tants infortunis a la primeria del mil·lenni I ae, en particular pels atacs de les tribus aramees instal·lades a Babilònia, i havia estat abandonada pels déus. El retorn del déu significa el retorn a la vida normal, a la calma i la prosperitat.Així comença el poema:
| « | Oh, rei de les terres inhabitades, creador de l'univers, Oh, Hendursagga, primer nascut d'Enlil, Portador del sublim ceptre, pastor dels caps negres, sagal de la humanitat, Oh, Ishum, assassí reconegut, les mans del qual estan adaptades per a brandar feres armes, I quan fa resplendir la seua terrorífica espasa, Fins i tot Erra, guerrer dels déus, s'inquieta dins sa casa, El cor l'urgeix a la batalla! I diu a les seues armes: «Unteu-vos amb verí mortal!» I als Set, guerrers sense rival: «Desperta, ferro!» | » |

## En la cultura
L'Epopeia d'Erra degué ser fonamental per a la civilització babilònica, perquè s'han recuperat si més no trenta-sis còpies de cinc ciutats del mil·lenni I ae: Assur, Babilònia, Nínive, Sultantepe i Ur; més, fins i tot, com assenyala L. Cagni, de les que s'han recuperat de l'Epopeia de Gilgamesh.
El text no sembla ser casual, sinó que podria ser una mitologització dels moments turbulents de la història de Mesopotàmia, tot i que els investigadors no estan pas d'acord respecte als fets històrics que podrien haver inspirat el poema: el poeta exclama (tauleta IV: 3) "Vas mudar la teua naturalesa divina i et vas fer a tu mateix un home mortal."
El text Erra aviat assumí funcions màgiques. Algunes parts del text s'inscrigueren en amulets que s'empraven per a exorcismes i com a profilàctics contra la pesta. Els Set són coneguts per diversos conjurs accadis, canviant-ne els noms demoníacs, però el seu nombre, set, és invariable.
Les cinc tauletes que contenen l'Epopeia d'Erra es van publicar per primera vegada al 1956, i amb un text millorat, basat en troballes addicionals, al 1969. Potser s'haja recuperat el 70% del poema.
Walter Burkert va prendre nota de la consonància d'allò purament mític dels Set dirigits per Erra amb els Set contra Tebes, àmpliament assumida pels hel·lenistes per tenir una base històrica.